# Kindu
Kindu je město v Konžské demokratické republice. Leží na řece Lualaba v nadmořské výšce asi 500 m n. m. asi 400 kilometrů západně od města Bukavu. Je hlavním městem provincie Maniema. V roce 2012 zde žilo 172 321 obyvatel.
Město je spojeno železnicí s městy Kalemie, Kamina a Kananga. Ve městě se nachází také relativně velké Letiště Kindu a Univerzita v Kindu. Během 19. století bylo město významné zejména pro těžbu zlata, získávání slonoviny a pro obchod s otroky. V roce 1961 ve městě došlo v rámci Konžské krize k masakru. Ve městě převažuje křesťanství, asi polovina obyvatel jsou katolíci.